# Arjawarta

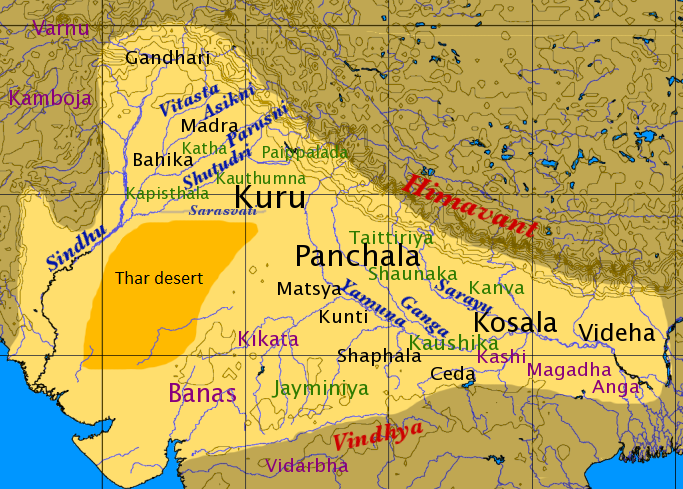
Przybliżony obszar zajmowany przez Arjawarta w późnym okresie wedyjskim

Arjawarta (sans. आर्यावर्त, trl. āryāvarta, Ziemia Arjów lub Ziemia szlachetnych) – nazwa legendarnej ojczyzny Arjów (synonim Arianem Waedżo), a w okresie późniejszym sanskrycka nazwa obszaru obejmującego północne i (częściowo) środkowe Indie, między Himalajami a górami Windhja, oraz między Morzem Arabskim a Zatoką Bengalską; także najstarsza nazwa Indii aryjskich.
Podstawową kategorią organizacyjną było terytorium (dźanapada), najważniejsze z nich to:
- Awanti (okolice dzisiejszego miasta Udźdźajn);
- Kosala ze stolicą w Ajodhji;
- Kaśi ze stolicą w Kaśi, dziś Waranasi, w czasach przedbuddyjskich najpotężniejsze spośród wszystkich dżanapada;
- Gandhara ze stolicą w Takszaśili (dziś Taksila w Pakistanie)- wspominane w Rigwedzie i Mahabharacie;
- Magadha (obecny stan Bihar), której pierwszą stolicą była Radźagriha (obecnie Radźgir), kolejną Pataliputra (aktualnie Patna);
- Siurasena ze stolicą w Mathurze.